# George Brett
George Howard Brett (Glen Dale, 15 maggio 1953) è un ex giocatore di baseball statunitense di ruolo terza base che ha giocato la tutta la carriera con i Kansas City Royals nella Major League Baseball (MLB). È stato inserito nella National Baseball Hall of Fame nel 1999, al suo primo anno di eleggibilità.
Nel 1978 recitò nella serie televisiva Fantasilandia, nell'episodio Superstar/Salem, nella parte di sé stesso, insieme a Tommy Lasorda, Steve Garvey, Fred Lynn, Ellis Valentine e il fratello Ken Brett.

## Carriera
Brett giocò per 21 stagioni nella Major League Baseball, tutte con i Kansas City Royals. Le sue 3.154 valide sono il massimo della storia della major league per una terza base e il 16º risultato assoluto di tutti i tempi. Brett è uno dei quattro giocatori della storia della MLB ad avere fatto registrare 3.000 valide, 300 fuoricampo e una media battuta di .300 (gli altri sono Hank Aaron, Willie Mays e Stan Musial). È inoltre l'unico giocatore della storia della MLB ad avere vinto il titolo di miglior battitore in tre diversi decenni. Con i Royals ha vinto le World Series nel 1985, è stato convocato per 13 All-Star Game e premiato come MVP dell'American League nel 1980. Nel 1999,  The Sporting News lo inserì al 55º posto nella classifica dei migliori cento giocatori di tutti i tempi.

### "The Pine Tar Incident"

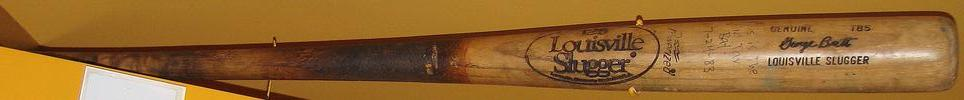
La mazza usata da George Brett nel "Pine Tar Incident" il 24 luglio 1983.

Il 24 luglio 1983, i Royals affrontavano gli Yankees allo Yankee Stadium. Nella parte alta del nono inning con due eliminati, Brett batté il fuoricampo da 2 punti su lancio di Goose Gossage che portò i Royals in vantaggio per 5-4. Dopo che Brett arrivò a casa base, il manager degli Yankees Billy Martin citò agli arbitri la regola che affermava che qualsiasi sostanza estranea sulla mazza non poteva trovarsi a più di 45 cm (18 pollici) dal pomello. Gli arbitri misurarono per quanto si estendeva la resina di pino (pine tar), una sostanza legale utilizzata dai battitori per migliore la presa sulla mazza, e appurarono che questa raggiungeva i 60 cm. L'arbitro di casa base, Tim McClelland, segnalò l'eliminazione di Brett, chiudendo la partita con la vittoria degli Yankees. In un'immagine divenuta famosa, un furioso Brett si precipitò fuori dalla panchina scagliandosi contro McClelland e dovette essere trattenuto da due arbitri e da un allenatore dei Royals.
I Royals inoltrarono un reclamo formale e il presidente dell'American League Lee MacPhail diede loro ragione, affermando che avrebbe dovuto essere impedito un uso futuro della mazza ma che il fuoricampo non avrebbe dovuto essere annullato. Tra diverse polemiche, la gara fu ripresa il 18 agosto dal punto del fuoricampo di Brett e terminò con una vittoria dei Royals.

## Palmarès

### Club
- World Series: 1

Kansas City Royals: 1985

### Individuale
- MVP dell'American League: 1

1980
- MLB All-Star: 13

1976-1988
- Guanti d'oro: 1

1985
- Silver Slugger Award: 3

1980, 1985, 1988
- Numero 5 ritirato dai Kansas City Royals
- Club delle 3.000 valide